# 小基夫希納
49°18′57″N 27°32′58″E / 49.31583°N 27.54944°E
小基夫什奇納（烏克蘭語：Малаківщина）是位於烏克蘭西部的村莊，由赫梅利尼茨基州裡赫梅利尼茨基區的萊蒂奇夫市鎮負責管轄。該村面積0.5平方公里，海拔高度334米，2001年人口97，人口密度每平方公里199.6人。